# Satellite Award/Neue Medien/Beste Blu-ray – Jugendfrei
Mit dem Satellite Award Beste Blu-ray – Jugendfrei werden die besten Blu-rays, die für Minderjährige freigegeben sind, ausgezeichnet. Diese Auszeichnung wird seit 2013 verliehen und ersetzt den Satellite Award Beste DVD – Jugendfrei, der von 2002 bis 2011 verliehen wurde.
Es werden immer jeweils die Blu-rays, bzw. DVDs des Vorjahres ausgezeichnet.

## Nominierungen und Gewinner

### Beste Blu-ray – Jugendfrei
| Jahr | Nominierungen und Gewinner                                                        |
| ---- | --------------------------------------------------------------------------------- |
| 2013 | Die Hüter des Lichts (Two-Disc 50th Anniversary Platinum Edition Blu-ray und DVD) |
| 2013 | Die Croods                                                                        |
| 2013 | Die Monster Uni (Monsters University Collector's Edition)                         |
| 2013 | Muppet Movie                                                                      |
| 2013 | Planes                                                                            |
| 2013 | Die Schlümpfe 2                                                                   |
| 2014 | Drachenzähmen leicht gemacht 2                                                    |
| 2014 | Das Schicksal ist ein mieser Verräter                                             |
| 2014 | Die Eiskönigin – Völlig unverfroren                                               |
| 2014 | The LEGO Movie                                                                    |
| 2015 | keine Auszeichnung                                                                |
| 2016 | Zoomania                                                                          |
| 2016 | BFG – Big Friendly Giant                                                          |
| 2016 | Findet Dorie                                                                      |
| 2016 | Pets                                                                              |
| 2016 | Trolls                                                                            |

### Beste DVD – Jugendfrei

#### 2002–2009
| Jahr | Nominierungen und Gewinner |
| ---- | --- |
| 2002 | Die Monster AG |
| 2002 | Die Schöne und das Biest |
| 2002 | Ice Age |
| 2002 | Jimmy Neutron: Boy Genius |
| 2002 | Du sollst mein Glücksstern sein |
| 2003 | Der König der Löwen (Für die Platin Edition.) |
| 2003 | Barbie in Schwanensee |
| 2003 | Findet Nemo |
| 2003 | Das größte Muppet Weihnachtsspektakel aller Zeiten |
| 2003 | Itty Bitty Heartbeats |
| 2003 | Robbie, das Rentier - Abenteuer auf vier Hufen und Robbie, das Rentier in Die Legende des vergessenen Stammes (Robbie the Reindeer - Hooves of Fire/Legend of the Lost Tribe (US Versions)) |
| 2004 | Der Gigant aus dem All |
| 2004 | Aladdin (Für die Special Platinum Edition (2004).) |
| 2004 | Das große Schlummern, Road Runners Beep-Show, Böse, olle Miezekatze und Konzertaner Katzenjammer (Für Looney Tunes - Golden Collection, Volume Two.)                                        |
| 2004 | Buddy – Der Weihnachtself |
| 2004 | Ella – Verflixt & zauberhaft |
| 2004 | Meet Me in St. Louis |
| 2004 | Mulan (Für die special edition.) |
| 2004 | Rocky and His Friends (Für die komplette 2. Staffel.) |
| 2004 | Eine Braut für sieben Brüder (Für die 2004 Warner Bros. edition.) |
| 2004 | SpongeBob Schwammkopf (Für die komplette 2. Staffel.) |
| 2004 | Terrahawks |
| 2005 | Toy Story 2 (2-Disc Special Edition.) |
| 2005 | Bambi (Disney Special Platinum Edition.) |
| 2005 | Charlie und die Schokoladenfabrik (2-Disc Deluxe Edition.) |
| 2005 | Cinderella (2-Disc Special Edition.) |
| 2005 | Madagascar (Widescreen Edition.) |
| 2005 | Muppet Movie (Für Kermit's 50th Anniversary Edition.) |
| 2005 | Eine für 4 (Widescreen Edition.) |
| 2005 | Meine Lieder – meine Träume (40th Anniversary Edition.) |
| 2005 | Der Zauberer von Oz (Three Disc Collector's Edition.) |
| 2006 | Arielle, die Meerjungfrau |
| 2006 | Akeelah ist die Größte |
| 2006 | Cars |
| 2006 | Antarctica – Gefangen im Eis |
| 2006 | Das größte Spiel seines Lebens |
| 2006 | Ice Age 2 – Jetzt taut’s |
| 2006 | Susi und Strolch |
| 2006 | Eine zauberhafte Nanny |
| 2006 | Wallace & Gromit – Auf der Jagd nach dem Riesenkaninchen |
| 2007 | Ratatouille |
| 2007 | Die Glücksbärchis (Für die Care Bears 25th anniversary edition.) |
| 2007 | Cars |
| 2007 | Schweinchen Wilbur und seine Freunde |
| 2007 | Gracie |
| 2007 | Das Dschungelbuch (Für die two disc 40th anniversary platinum edition.) |
| 2007 | Mini-Robos (Für die Episode "Auf zu den Sternen".) |
| 2007 | Die vielen Abenteuer von Winnie Puuh |
| 2007 | Hubi, der Pinguin |
| 2007 | Peter Pan (Für die Platin edition.) |
| 2007 | Transformers (Für die two disc special edition.) |
| 2008 | WarGames – Kriegsspiele (25th Anniversary Edition) |
| 2008 | Avatar – Der Herr der Elemente (Buch 3: Feuer, Vol. 4) |
| 2008 | Bee Movie – Das Honigkomplott |
| 2008 | Verwünscht |
| 2008 | Die Insel der Abenteuer |
| 2008 | 101 Dalmatiner (Two-Disc Platinum Edition DVD) |
| 2008 | Dornröschen (Two-Disc 50th Anniversary Platinum Edition Blu-ray und DVD) |
| 2008 | Die Geheimnisse der Spiderwicks |
| 2008 | WALL·E – Der Letzte räumt die Erde auf (Three-Disc Special Edition) |
| 2008 | Mein Freund, der Wasserdrache (Two-Disc Edition) |
| 2008 | Watership Down (Deluxe Edition) |
| 2009 | Der Zauberer von Oz (70th Anniversary - Two Disc Special Edition) |
| 2009 | Bolt – Ein Hund für alle Fälle (Two Disc Deluxe Edition) |
| 2009 | Fröhliche Weihnachten, Die Mannschaft braucht Dich, Der große Kürbis, Liebe tut weh, Snoopy hat Sorgen und Der Sommer war sehr kurz, Charlie Brown (Peanuts: 1960s Collection)              |
| 2009 | Ice Age 3 – Die Dinosaurier sind los (Double DVD Pack) |
| 2009 | Sesamstraße (Sesame Street - 40 Years of Sunny Days) |
| 2009 | Oben (70th Anniversary Ultimate Collector's Edition) |

#### 2010–2011
| Jahr | Nominierungen und Gewinner |
| ---- | --- |
| 2010 | keine Auszeichnung |
| 2011 | Der König der Löwen (Two-Disc DVD & Blu-Ray Diamond Edition) |
| 2011 | Harry Potter und der Stein der Weisen, Harry Potter und die Kammer des Schreckens, Harry Potter und der Gefangene von Askaban, Harry Potter und der Feuerkelch, Harry Potter und der Orden des Phönix, Harry Potter und der Halbblutprinz, Harry Potter und die Heiligtümer des Todes – Teil 1 und Harry Potter und die Heiligtümer des Todes – Teil 2 (Harry Potter: The Complete 8 Film Collection) |
| 2011 | Rocketeer (20th Anniversary Blu-Ray Disc) |
| 2011 | Rocky and His Friends (Rocky & Bullwinkle & Friends DVD) |
| 2011 | Secretariat – Ein Pferd wird zur Legende |